# Les Remplaçants (série télévisée d'animation)
 (janvier 2016).
Si vous disposez d'ouvrages ou d'articles de référence ou si vous connaissez des sites web de qualité traitant du thème abordé ici, merci de compléter l'article en donnant les références utiles à sa vérifiabilité et en les liant à la section « Notes et références ».
Les Remplaçants (The Replacements) est une série télévisée d'animation américaine produite par Walt Disney Television Animation et diffusée à partir du 28 juillet 2006 aux États-Unis sur Disney Channel puis sur Toon Disney.
En France, elle a été diffusée à partir de 2006 sur Disney Channel et sur TF1 dans TFOU.

## Synopsis
Todd et Riley sont frère et sœur et vivent avec leurs parents adoptifs, une mère agent secret et un père casse-cou professionnel à  Pleasant-Ville.

## Fiche technique
- Titre original : The Replacements
- Titre français : Les Remplaçants
- Création : Dan Santat
- Société de production : Walt Disney Television Animation
- Pays :  États-Unis
- Langue : anglais
- Nombre d'épisodes : 21 (2 saisons)
- Durée : 12 minutes
- Dates de première diffusion :
  - États-Unis : 28 juillet 2006
  - France : 2006

## Distribution

### Voix originales
- Nancy Cartwright : Todd
- Grey DeLisle : Riley, Buzz Winters
- Kath Soucie : l'Agent K
- Daran Norris : Dick, le Prince Cinnamon Boots
- David McCallum : C.A.R.T.E.R.
- Jeff Bennett : Conrad Fleem, Shelton, le principal Cutler
- Lauren Tom : Tatsumi, Jennifer
- Erica Hubbard (S1), Tempestt Bledsoe (S2) : Abbey Wilson, Claudia
- Candi Milo : Jacobo Jacobo, Shelly
- Tara Strong : Sierra McCool
- Dee Bradley Baker : Johnny Hitswell
- Jess Harnell : Donny Rottweiler

### Voix françaises
- Dimitri Rougeul : Todd
- Kelly Marot : Riley
- Marc Alfos : Dick
- Michel Dodane : B.O.L.I.D.E.
- Anne Rondeleux : l'Agent K
- Adeline Chetail : Tatsumi
- Patricia Legrand : Shelly, Sky Bab
- Jessica Barrier : Jennifer
- Roger Carel : Voix divers

## Épisodes

### Première saison
1. Qui perd gagne / Une affaire qui marche
2. Le garde du corps / Le silence est d'or
3. Presse à scandale / Risque zéro
4. Mon premier bal / La "planche attitude"
5. A l'abordage ! / L'anniversaire de Riley
6. La nuit d'Halloween
7. Sortie de route / Riley décroche le pompon
8. Le fier destrier / La fete foraine
9. Kikaratékoi ? / Quel Cirque !
10. En avant la musique ! / Les aventuriers  du trésor perdu
11. K magicienne / Mission Kumquat
12. Les astuces d'Ado-Hebdo / Le rat...jeunit
13. Gros mensonge / Copie conforme
14. Crêpage de chignon / Course à l'élection
15. L'amour en danger / La fée du logis
16. Le prince crapaud / Sports d'hiver à l'école
17. La voix de la célébrité / Match non amical
18. Conrad prend des vacances / La clé du mystère
19. Une soirée parfaite / La princesse et le pauvre
20. Un site dangereux / Dick au régime
21. L'appel de Londres

### Deuxième saison
1. Riley nettoie tout sur son passage
2. La pyj-partie de l'horreur
3. Mission spatiale
4. Crise dans le 7ème art
5. L'île du Volcan
6. Dangereuse
7. Le monstre de la foret
8. Remplaçeurs remplacés
9. Vide-greniers chez les Danger / Un peu d'intimité
10. Mon meilleur ami
11. La joie sur mer
12. Le Bowling de la discorde / Todd est amoureux
13. Le pays de mes rêves
14. Tasumi démasquée
15. La valse des Remplaçants
16. Les tricheurs
17. Une bonne leçon
18. Coeur brisé
19. T comme Talent, Tordu, Todd
20. Tout le monde sur son 31
21. Buzz est bizarre
22. Jalousie / La vengeance de Prince Cannetie de Montmorency
23. La moustache
24. Méprises et préjugés
25. L'artiste de la famille
26. Riley réalisatrice / Terreur au cœur tendre
27. Injustice aveugle
28. Votez Danger
29. Chasseur de fantômes
30. Le clone de Riley
31. Irremplaçables